# 58709 Zenocolò
(58709) Zenocolò, denumire internațională (58709) Zenocolo, este un asteroid din centura principală de asteroizi.

## Descriere
58709 Zenocolò este un asteroid din centura principală de asteroizi. A fost descoperit pe 14 februarie 1998 la San Marcello Pistoiese de Luciano Tesi și Giuseppe Forti. Asteroidul prezintă o orbită caracterizată de o semiaxă mare de 3,24 ua, o excentricitate de 0,11 și o înclinație de 4,6° în raport cu ecliptica.